# Jaskier rzeczny

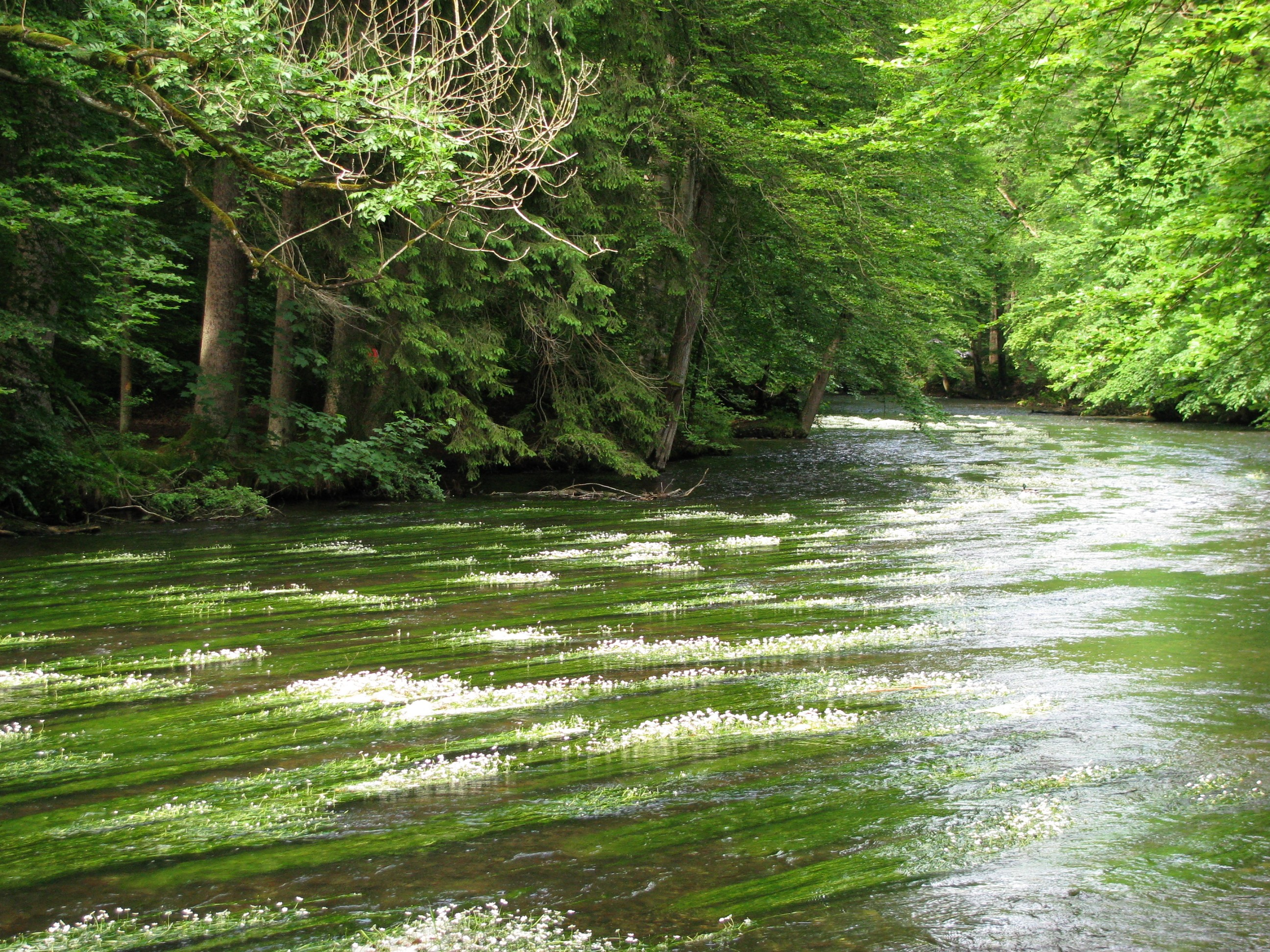
Siedlisko (rzeka Würm)

Jaskier rzeczny, włosienicznik rzeczny (Ranunculus fluitans Lam.) – gatunek rośliny z rodziny jaskrowatych. Występuje w Europie. W Polsce rośnie głównie w zachodniej części kraju.

## Morfologia
ŁodygaDługa (do 6 m), unosząca się w wodzie, z długimi międzywęźlami.
LiścieLiście podwodne pocięte nitkowato, podługowate, rozwidlone, bezogonkowe, o równoległych odcinkach, dłuższe od międzywęźli, trójsieczne u nasady, następnie kilkukrotnie dwudzielne, długości 7–16 cm; po wyjęciu z wody skupiają się pędzelkowato.
KwiatyPłatki korony białe, dwa razy dłuższe od działek kielicha. Pręciki krótsze od słupków. Dno kwiatowe nagie. Słupki nagie.

## Biologia i ekologia
Bylina, hydrofit. Kwitnie od czerwca do sierpnia. Kwiaty rozwijające się nad powierzchnią wody zapylane są przez owady. Owoce rozprzestrzeniane są przez wodę. Na niektórych stanowiskach rośliny rozmnażają się tylko wegetatywnie, nie wykształcają owocków. 
Rośliny tego gatunku rosną w szybko płynących rzekach i strumieniach, o wodzie czystej i dobrze natlenionej. Gatunek charakterystyczny związku Ranunculion fluitantis.

## Systematyka i zmienność
Gatunek klasyfikowany w nowszych ujęciach systematycznych do rodzaju jaskier Ranunculus z nazwą naukową Ranunculus fluitans Lam. W starszym ujęciu, dla którego utrwaliła się nazwa polska włosienicznik rzeczny, zaliczany był do rodzaju włosienicznik Batrachium z nazwą naukową Batrachium fluitans Wimm.

## Zagrożenia i ochrona
Od 2014 roku roślina jest objęta w Polsce częściową ochroną gatunkową. W latach 2004–2014 gatunek podlegał ochronie ścisłej. Źródłem zagrożenia jest zanieczyszczenie wód.